# منطقه جدید پینگشان
منطقه جدید پینگشان (به لاتین: Pingshan New District) یک تقسیمات کشوری جمهوری خلق چین در جمهوری خلق چین است که در شنژن واقع شده‌است.

## خصوصیات
منطقه جدید پینگشان ۱۶۸ کیلومترمربع مساحت و ۳۰۹٬۲۱۱ نفر جمعیت دارد.